# Martina Zinner
Martina Zinner (* 8. Jänner 1972) ist eine österreichische Schauspielerin.

## Leben
Martina Zinner besuchte das Akademische Gymnasium in Graz, wo sie 1990 maturierte. Sie studierte Deutsche Philologie, Anglistik, Amerikanistik sowie Theatertheorie und Theaterpraxis in Fächerkombination an der Universität Graz, das Studium schloss sie 2006 mit einer Diplomarbeit über Schnitzlers Das weite Land als Magistra ab. Ihr Schauspieldiplom erhielt sie 1994 in Wien, eine Ausbildung erhielt sie unter anderem in Improvisation bei Roland Trescher, Per Smedegard und Randy Dixon, klassischem Gesang und als Sprecherin.
Seit 1993 ist sie Ensemblemitglied am Grazer Theater im Bahnhof, dessen Aufführungen teilweise in Koproduktion mit anderen Bühnen und Festivals, wie dem Schauspielhaus Graz, dem Steirischen Herbst, dem Theater am Neumarkt Zürich und dem Wiener Volkstheater gezeigt wurden. So spielte sie 2016 etwa in der Uraufführung von Die Fleischhauer von Wien von Pia Hierzegger am Wiener Volkstheater die Rolle der Daniela. Anfang 2018 war sie in der Uraufführung von Exit von Ed Hauswirth am Linzer Theater Phönix als Bea zu sehen.
Seit 2015 gibt sie an der Universität für Musik und darstellende Kunst Graz Rollen- und Szenenunterricht.
In Film- und Fernsehproduktionen arbeitete sie unter mit den Regisseuren Götz Spielmann, Michael Glawogger, Wolfgang Murnberger, Xaver Schwarzenberger und Helmut Köpping mehrfach zusammen. In Antares von Götz Spielmann, dem österreichischen Beitrag für die Oscar-Nominierung 2005 in der Kategorie bester fremdsprachiger Film, verkörperte sie 2004 die Rolle der Nicole.
Neben ihrer Tätigkeit als Schauspielerin war sie von 1999 bis 2006 Sängerin und Texterin von meine band, seit 2014 ist sie Sängerin und Kornettistin bei Pfeffer und Konsorten. Martina Zinner ist Mitglied im Verband der Österreichischen FilmschauspielerInnen.

## Filmografie (Auswahl)
- 2001: Spiel im Morgengrauen
- 2004: Nacktschnecken
- 2004: Antares
- 2006: 8 × 45 – Austria Mystery – Die Katze
- 2006: Slumming
- 2006: Kotsch (Stimme)
- 2006: Dorfers Donnerstalk (eine Episode)
- 2006: Die Entscheidung
- 2007: Vier Frauen und ein Todesfall – Mundtot
- 2008: Der erste Tag
- 2009: Der Knochenmann
- 2009: Contact High (Stimme)
- 2009: Sisi
- 2009: Detektiv wider Willen
- 2010: Schnell ermittelt – Nico Hartmann
- 2010: Schatten der Erinnerung
- 2011: Tatort: Vergeltung
- 2012: Ein Sommer in Kroatien
- 2012: Erdbeerland (Kurzfilm)
- 2013: Stille
- 2014: SOKO Kitzbühel – Dunkle Seiten
- 2014: Landkrimi – Die Frau mit einem Schuh
- 2016: Hotel Rock’n’Roll
- 2017: Wilde Maus
- 2018: Landkrimi – Steirerkind
- 2021: Stadtkomödie – Man kann nicht alles haben
- 2021: Walking on Sunshine (Fernsehserie)